# BOYS&GIRLS (ARBのアルバム)
『BOYS&GIRLS』（ボーイズ アンド ガールズ）は、1981年3月21日にリリースされた、ロックバンドARBの3枚目のスタジオ・アルバム。

## 収録曲
編曲：ARB
1. BOYS & GIRLS
作詞・作曲：石橋凌
2. ダディーズ・シューズ
作詞・作曲：石橋凌
6枚目のシングル
3. 発 (ハッパ) 破
作詞：石橋凌　作曲：田中一郎
4. Believe in R&R
作詞：石橋凌　作曲：田中一郎
5. Naked Body
作詞・作曲：石橋凌
6. 赤いラブレター
作詞：石橋凌　作曲：田中一郎
7. エデンで1・2
作詞：石橋凌　作曲：田中一郎
8. Mr.ダイナマイト
作詞：柴山俊之　作曲：田中一郎
9. ウイスキー・マン
作詞：石橋凌　作曲：田中一郎
10. 悲しき3号線
作詞・作曲：石橋凌
11. Just a 16
作詞・作曲：石橋凌